# Jan Strzelecki

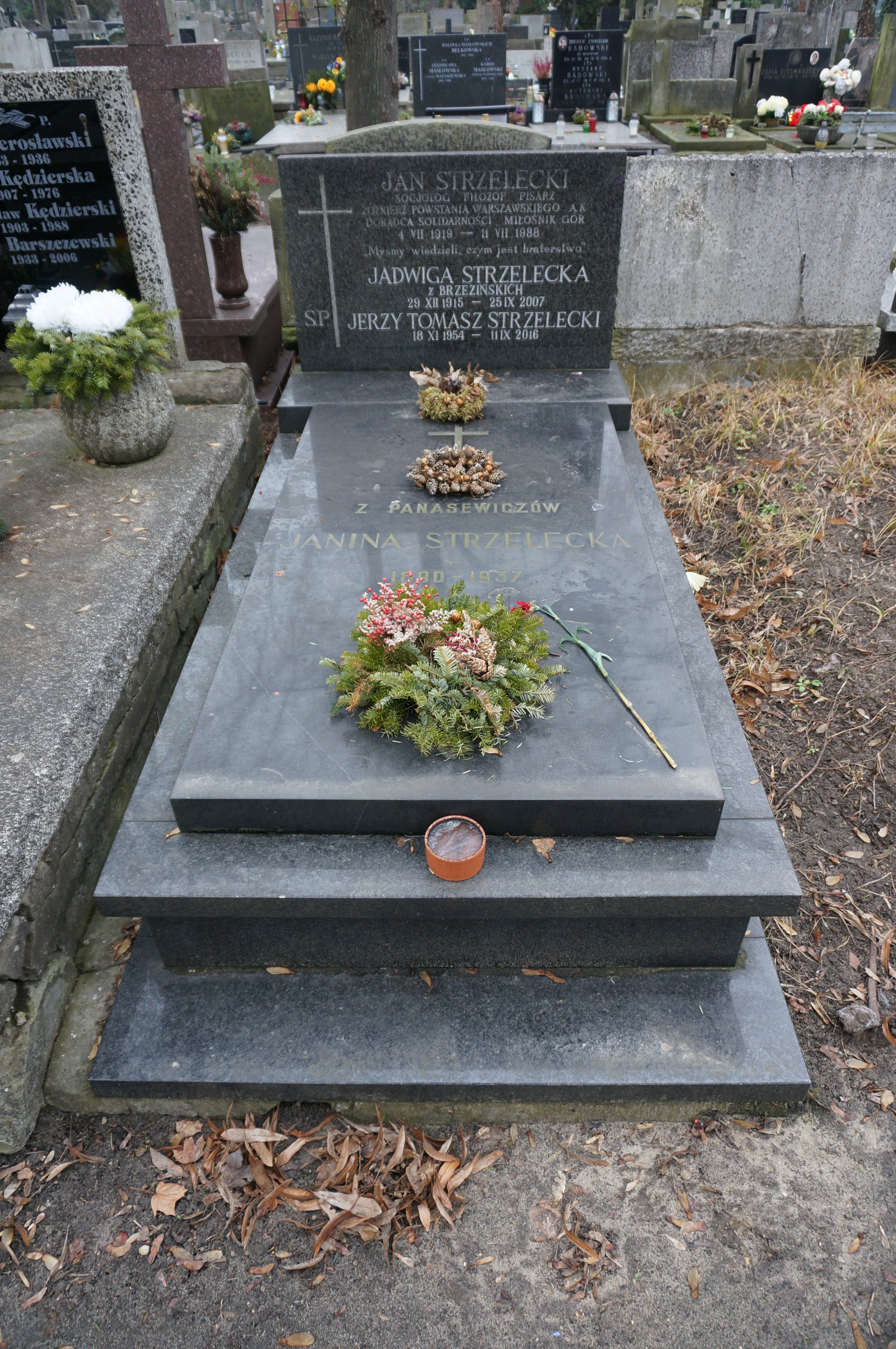
Grób Jana i Jadwigi Strzeleckich na cmentarzu Powązkowskim

Jan Witold Strzelecki (ur. 4 lipca 1919 w Warszawie, zm. 11 lipca 1988 tamże) – polski socjolog, socjalista, eseista i taternik.

## Życiorys
W 1937 ukończył Gimnazjum im. Ziemi Mazowieckiej, a następnie studiował prawo na Uniwersytecie Warszawskim. W 1949 ukończył socjologię, doktoryzował się w 1964, a habilitację uzyskał w 1987. Pracował w Instytucie Filozofii i Socjologii PAN w Warszawie.
Przed wojną rozpoczął działalność publicystyczną w czasopiśmie „Orka na Ugorze”. Po agresji III Rzeszy i ZSRR na Polskę, wraz ze środowiskiem pisma uczestniczył w organizowaniu Polskiej Ludowej Akcji Niepodległościowej (PLAN). Organizacja została rozbita przez Gestapo w zimie 1939/1940. Został wówczas współorganizatorem socjalistycznej grupy „Płomienie” oraz redaktorem pism „Płomienie” i miesięcznika „Młodzież Socjalistyczna” wydawanego przez PPS-WRN.
Uczestniczył w powstaniu warszawskim, walczył na Żoliborzu. Jako st. strzelec „Władek” był żołnierzem IV Batalionu OW PPS im. Jarosława Dąbrowskiego. Po rozproszeniu oddziału, wraz ze zgrupowaniem żoliborskim przedostał się do Puszczy Kampinoskiej. W nocy z 15 na 16 sierpnia wraz z oddziałami partyzanckimi ponownie znalazł się na Żoliborzu, gdzie wraz z Janem Pohoskim „Jasiek” i NN „Kazik” z OW PPS zostali włączeni do 5 drużyny, plutonu 230, w Zgrupowaniu „Żniwiarz”. Dwukrotnie ranny podczas walk i odznaczony Krzyżem Walecznych.
Po 1945 był redaktorem pisma ZNMS „Płomienie”, autor głośnego manifestu O socjalizmie humanistycznym, który wywołał w 1946 na łamach prasy dyskusję z udziałem m.in. Adama Schaffa, Juliana Hochfelda i Stanisława Ossowskiego, zakończoną wraz z utrwaleniem się stalinizmu w 1948. W 1946 był przejściowo aresztowany na kilka tygodni pod nieprawdziwym zarzutem przynależności do Zrzeszenia WiN.
Po wojnie przewodniczący Komitetu Wykonawczego Związku Niezależnej Młodzieży Socjalistycznej (ZNMS). Od 4 grudnia 1946 do października 1948 był członkiem Rady Naczelnej PPS, skąd został usunięty wraz z Maciejem Weberem.
Należał do PZPR (od grudnia 1948), a jednocześnie działał w opozycji demokratycznej, w 1979 usunięto go z partii. Był członkiem Klubu Krzywego Koła, wykładowcą Towarzystwa Kursów Naukowych, uczestniczył w pracach konwersatorium Doświadczenie i Przyszłość. 20 sierpnia 1980 roku podpisał apel 64 uczonych, pisarzy i publicystów do władz komunistycznych o podjęcie dialogu ze strajkującymi robotnikami. Był doradcą „Solidarności” (m.in. w sierpniu 1980 wspierał prace Komisji Ekspertów przy Prezydium Międzyzakładowego Komitetu Strajkowego) i członkiem zespołu badawczego Alaina Touraine’a. Po aresztowaniu w sopockim Grand Hotelu, od 13 grudnia 1981 do 24 grudnia 1981 był internowany w Ośrodku Odosobnienia w Warszawie-Białołęce i Strzebielinku k. Wejherowa, zwolniony ze względu na stan zdrowia. W stanie wojennym organizował podziemną Wszechnicę Oświatową Regionu Mazowsze NSZZ „Solidarność”.
Był narciarzem i taternikiem.
Zmarł tragicznie – w nocy z 29 na 30 czerwca 1988 został ciężko pobity na warszawskiej ulicy. Nieprzytomnego z ciężkimi obrażeniami głowy znaleziono nad brzegiem Wisły u wylotu ulicy Karowej. W pobliżu znaleziono samochód, którym podróżował poszkodowany i który to zatrzymał się w tym miejscu wskutek braku paliwa. Jan Strzelecki nie odzyskał przytomności, zmarł kilkanaście dni później.
Sprawa zabójstwa docenta Strzeleckiego została nagłośniona w programie telewizyjnym 997, dzięki czemu udało się trafić na ślad sprawców morderstwa. W procesie sądowym skazano dwóch mężczyzn, na których ciążyły też inne przestępstwa.
Został pochowany na cmentarzu Powązkowskim (kwatera 119-2-16).

## Rodzina
Był synem działacza socjalistycznego i dyrektora Powszechnego Zakładu Ubezpieczeń Wzajemnych Władysława (1888–1935) i działaczki kobiecej Janiny (1890–1937). Jego rodzeństwem byli Aniela (1912–1944) i lotnik RAF Jerzy Władysław (1918–2004). Był mężem Jadwigi z Brzezińskich (1915–2007). Ich synem był Jerzy Tomasz (1954–2016).

## Wybrane publikacje
- Niepokoje amerykańskie, Państwowy Instytut Wydawniczy, Warszawa 1962 (ponownie IFiS PAN, Warszawa 2004)
- Kontynuacje. Wybór artykułów, Państwowy Instytut Wydawniczy, Warszawa 1969
- Próby świadectwa, Czytelnik, Warszawa 1971, interpretujących doświadczenie młodzieży dorastającej w czasie II wojny światowej
- Reminiscencje sentymentalne (Wprowadzenie do Poezji Krzysztofa Kamila Baczyńskiego wydanych w 1977 roku w PIW)
- Kontynuacje (II), Państwowy Instytut Wydawniczy, Warszawa 1974
- (współautor z Alain Tourainem, Solidarite. Analyse d’un mouvement social Pologne 1988-81, Paris 1982 (wydana pt. Solidarność. Analiza ruchu społecznego 1980-1981, konspiracyjne Wydawnictwo „Europa”, Warszawa 1989)
- Kontynuacje (III), Wydawnictwo „Wola”, Warszawa 1988 (wydanie konspiracyjne)
- Ślady tożsamości, Czytelnik, Warszawa 1989 (pośmiertnie)
- Socjalizmu model liryczny. Założenia o rzeczywistości i mowie publicznej 1975-1979, Czytelnik, Warszawa 1989 (pośmiertnie)

## Odznaczenia i upamiętnienie
Jako narciarza i taternika uczczono go poprzez organizowany corocznie od 1989 w polskich Tatrach Memoriał Jana Strzeleckiego – najstarsze w Polsce zawody w skialpinizmie..
28 sierpnia 2006 pośmiertnie odznaczony przez prezydenta Lecha Kaczyńskiego Krzyżem Komandorskim Orderu Odrodzenia Polski.